# İlhan, Erdek
İlhan là một xã thuộc huyện Erdek, tỉnh Balıkesir, Thổ Nhĩ Kỳ. Dân số thời điểm năm 2010 là 423 người.